# كارلوس زاراغوزا
كارلوس زاراغوزا (بالإسبانية: Carlos Zaragoza)‏ هو لاعب كرة قدم أرجنتيني، ولد في 6 يناير 1973. لعب مع تيغري.

## وصلات خارجية
- كارلوس زاراغوزا على موقع قاعدة بيانات كرة القدم.إي يو (الإنجليزية)